# Perinthalmanna
Perinthalmanna (o Perintalmanna) è una suddivisione dell'India, classificata come municipality, di 44.613 abitanti, situata nel distretto di Malappuram, nello stato federato del Kerala. In base al numero di abitanti la città rientra nella classe III (da 20.000 a 49.999 persone).

## Geografia fisica
La città è situata a 10° 58' 60 N e 76° 13' 60 E e ha un'altitudine di 69 m s.l.m..

## Società

### Evoluzione demografica
Al censimento del 2001 la popolazione di Perinthalmanna assommava a 44.613 persone, delle quali 21.497 maschi e 23.116 femmine. I bambini di età inferiore o uguale ai sei anni assommavano a 6.269, dei quali 3.265 maschi e 3.004 femmine. Infine, coloro che erano in grado di saper almeno leggere e scrivere erano 35.978, dei quali 17.623v maschi e 18.355 femmine.